# Luigi Battista Baccarini
Luigi Battista Baccarini, da Piacenza (prima del 1581 – Roma, 17 novembre 1622), è stato un abate italiano.
Fu un'importante figura dello Stato Pontificio tra la fine del XVI e gli inizi del XVII secolo. Fu uomo dotto e di cultura e appartenne all'Ordine dei frati predicatori. Vestì l'abito religioso il 23 giugno del 1581 nel Convento degli Angioli di Ferrara ove prese il nome di Battista in luogo di Luigi (convento del quale divenne Priore ed Abate).